# Simning vid världsmästerskapen i simsport 2023
Simning vid världsmästerskapen i simsport 2023 avgjordes mellan den 23 och 30 juli 2023 i Marine Messe Fukuoka i Fukuoka i Japan.
Léon Marchand från Frankrike vann priset för mästerskapets bästa manliga simmare och Kaylee McKeown från Australien vann priset för mästerskapets bästa kvinnliga simmare baserat på antalet individuella poäng. USA vann priset för mästerskapets bästa lag baserat på antalet lagpoäng. Det noterades nya världsrekord i sex individuella grenar och tre lagkapper. Kinas Qin Haiyang och Australiens Kaylee McKeown blev den första manliga och kvinnliga simmaren att vinna 50 m, 100 m och 200 m i ett och samma simsätt vid ett världsmästerskap i simsport.

## Program
Det tävlades i 42 grenar.
Alla tider är lokala (UTC+9).
| H | Försöksheat | ½ | Semifinaler | F | Final |

| Datum →          | Sön 23 | Sön 23 | Mån 24 | Mån 24 | Tis 25 | Tis 25 | Ons 26 | Ons 26 | Tor 27 | Tor 27 | Fre 28 | Fre 28 | Lör 29 | Lör 29 | Sön 30 | Sön 30 |
| Gren ↓           | M      | K      | M      | K      | M      | K      | M      | K      | M      | K      | M      | K      | M      | K      | M      | K      |
| ---------------- | ------ | ------ | ------ | ------ | ------ | ------ | ------ | ------ | ------ | ------ | ------ | ------ | ------ | ------ | ------ | ------ |
| 50 m frisim      |        |        |        |        |        |        |        |        |        |        | H      | ½      |        | F      |        |        |
| 100 m frisim     |        |        |        |        |        |        | H      | ½      |        | F      |        |        |        |        |        |        |
| 200 m frisim     |        |        | H      | ½      |        | F      |        |        |        |        |        |        |        |        |        |        |
| 400 m frisim     | H      | F      |        |        |        |        |        |        |        |        |        |        |        |        |        |        |
| 800 m frisim     |        |        |        |        | H      |        |        | F      |        |        |        |        |        |        |        |        |
| 1 500 m frisim   |        |        |        |        |        |        |        |        |        |        |        |        | H      |        |        | F      |
| 50 m ryggsim     |        |        |        |        |        |        |        |        |        |        |        |        | H      | ½      |        | F      |
| 100 m ryggsim    |        |        | H      | ½      |        | F      |        |        |        |        |        |        |        |        |        |        |
| 200 m ryggsim    |        |        |        |        |        |        |        |        | H      | ½      |        | F      |        |        |        |        |
| 50 m bröstsim    |        |        |        |        | H      | ½      |        | F      |        |        |        |        |        |        |        |        |
| 100 m bröstsim   | H      | ½      |        | F      |        |        |        |        |        |        |        |        |        |        |        |        |
| 200 m bröstsim   |        |        |        |        |        |        |        |        | H      | ½      |        | F      |        |        |        |        |
| 50 m fjärilsim   | H      | ½      |        | F      |        |        |        |        |        |        |        |        |        |        |        |        |
| 100 m fjärilsim  |        |        |        |        |        |        |        |        |        |        | H      | ½      |        | F      |        |        |
| 200 m fjärilsim  |        |        |        |        | H      | ½      |        | F      |        |        |        |        |        |        |        |        |
| 200 m medley     |        |        |        |        |        |        | H      | ½      |        | F      |        |        |        |        |        |        |
| 400 m medley     | H      | F      |        |        |        |        |        |        |        |        |        |        |        |        |        |        |
| 4 × 100 m frisim | H      | F      |        |        |        |        |        |        |        |        |        |        |        |        |        |        |
| 4 × 200 m frisim |        |        |        |        |        |        |        |        |        |        | H      | F      |        |        |        |        |
| 4 × 100 m medley |        |        |        |        |        |        |        |        |        |        |        |        |        |        | H      | F      |

| Datum →          | Sön 23 | Sön 23 | Mån 24 | Mån 24 | Tis 25 | Tis 25 | Ons 26 | Ons 26 | Tor 27 | Tor 27 | Fre 28 | Fre 28 | Lör 29 | Lör 29 | Sön 30 | Sön 30 |
| Gren ↓           | M      | K      | M      | K      | M      | K      | M      | K      | M      | K      | M      | K      | M      | K      | M      | K      |
| ---------------- | ------ | ------ | ------ | ------ | ------ | ------ | ------ | ------ | ------ | ------ | ------ | ------ | ------ | ------ | ------ | ------ |
| 50 m frisim      |        |        |        |        |        |        |        |        |        |        |        |        | H      | ½      |        | F      |
| 100 m frisim     |        |        |        |        |        |        |        |        | H      | ½      |        | F      |        |        |        |        |
| 200 m frisim     |        |        |        |        | H      | ½      |        | F      |        |        |        |        |        |        |        |        |
| 400 m frisim     | H      | F      |        |        |        |        |        |        |        |        |        |        |        |        |        |        |
| 800 m frisim     |        |        |        |        |        |        |        |        |        |        | H      |        |        | F      |        |        |
| 1 500 m frisim   |        |        | H      |        |        | F      |        |        |        |        |        |        |        |        |        |        |
| 50 m ryggsim     |        |        |        |        |        |        | H      | ½      |        | F      |        |        |        |        |        |        |
| 100 m ryggsim    |        |        | H      | ½      |        | F      |        |        |        |        |        |        |        |        |        |        |
| 200 m ryggsim    |        |        |        |        |        |        |        |        |        |        | H      | ½      |        | F      |        |        |
| 50 m bröstsim    |        |        |        |        |        |        |        |        |        |        |        |        | H      | ½      |        | F      |
| 100 m bröstsim   |        |        | H      | ½      |        | F      |        |        |        |        |        |        |        |        |        |        |
| 200 m bröstsim   |        |        |        |        |        |        |        |        | H      | ½      |        | F      |        |        |        |        |
| 50 m fjärilsim   |        |        |        |        |        |        |        |        |        |        | H      | ½      |        | F      |        |        |
| 100 m fjärilsim  | H      | ½      |        | F      |        |        |        |        |        |        |        |        |        |        |        |        |
| 200 m fjärilsim  |        |        |        |        |        |        | H      | ½      |        | F      |        |        |        |        |        |        |
| 200 m medley     | H      | ½      |        | F      |        |        |        |        |        |        |        |        |        |        |        |        |
| 400 m medley     |        |        |        |        |        |        |        |        |        |        |        |        |        |        | H      | F      |
| 4 × 100 m frisim | H      | F      |        |        |        |        |        |        |        |        |        |        |        |        |        |        |
| 4 × 200 m frisim |        |        |        |        |        |        |        |        | H      | F      |        |        |        |        |        |        |
| 4 × 100 m medley |        |        |        |        |        |        |        |        |        |        |        |        |        |        | H      | F      |

| Datum →          | Sön 23 | Sön 23 | Mån 24 | Mån 24 | Tis 25 | Tis 25 | Ons 26 | Ons 26 | Tor 27 | Tor 27 | Fre 28 | Fre 28 | Lör 29 | Lör 29 | Sön 30 | Sön 30 |
| Gren ↓           | M      | K      | M      | K      | M      | K      | M      | K      | M      | K      | M      | K      | M      | K      | M      | K      |
| ---------------- | ------ | ------ | ------ | ------ | ------ | ------ | ------ | ------ | ------ | ------ | ------ | ------ | ------ | ------ | ------ | ------ |
| 4 × 100 m frisim |        |        |        |        |        |        |        |        |        |        |        |        | H      | F      |        |        |
| 4 × 100 m medley |        |        |        |        |        |        | H      | F      |        |        |        |        |        |        |        |        |

## Medaljörer

### Damer
| Gren                         | Guld | Guld                | Silver | Silver       | Brons | Brons               |
| 50 m frisim Detaljer...      | Sarah Sjöström Sverige | 23,62               | Shayna Jack Australien | 24,10        | Zhang Yufei Kina | 24,15               |
| 100 m frisim Detaljer...     | Mollie O'Callaghan Australien | 52,16               | Siobhan Haughey Hongkong | 52,49        | Marrit Steenbergen Nederländerna | 52,71               |
| 200 m frisim Detaljer...     | Mollie O'Callaghan Australien | 1.52,85 0VR0        | Ariarne Titmus Australien | 1.53,01      | Summer McIntosh Kanada | 1.53,65 0VRJ0, 0NR0 |
| 400 m frisim Detaljer...     | Ariarne Titmus Australien | 3.55,38 0VR0        | Katie Ledecky USA | 3.58,73      | Erika Fairweather Nya Zeeland | 3.59,59 0NR0        |
| 800 m frisim Detaljer...     | Katie Ledecky USA | 8.08,87             | Li Bingjie Kina | 8.13,31 0AR0 | Ariarne Titmus Australien | 8.13,59 0=AR0       |
| 1 500 m frisim Detaljer...   | Katie Ledecky USA | 15.26,27            | Simona Quadarella Italien | 15.43,31     | Li Bingjie Kina | 15.45,71            |
|                              | |                     | |              | |                     |
| 50 m ryggsim Detaljer...     | Kaylee McKeown Australien | 27,08 0AR0          | Regan Smith USA | 27,11        | Lauren Cox Storbritannien | 27,20               |
| 100 m ryggsim Detaljer...    | Kaylee McKeown Australien | 57,53 0MR0          | Regan Smith USA | 57,78        | Katharine Berkoff USA | 58,25               |
| 200 m ryggsim Detaljer...    | Kaylee McKeown Australien | 2.03,85             | Regan Smith USA | 2.04,94      | Peng Xuwei Kina | 2.06,74             |
|                              | |                     | |              | |                     |
| 50 m bröstsim Detaljer...    | Rūta Meilutytė Litauen | 29,16 0VR0          | Lilly King USA | 29,94        | Benedetta Pilato Italien | 30,04               |
| 100 m bröstsim Detaljer...   | Rūta Meilutytė Litauen | 1.04,62             | Tatjana Schoenmaker Sydafrika | 1.05,84      | Lydia Jacoby USA | 1.05,94             |
| 200 m bröstsim Detaljer...   | Tatjana Schoenmaker Sydafrika | 2.20,80             | Kate Douglass USA | 2.21,23      | Tes Schouten Nederländerna | 2.21,63 0NR0        |
|                              | |                     | |              | |                     |
| 50 m fjärilsim Detaljer...   | Sarah Sjöström Sverige | 24,77               | Zhang Yufei Kina | 25,05 0AR0   | Gretchen Walsh USA | 25,46               |
| 100 m fjärilsim Detaljer...  | Zhang Yufei Kina | 56,12               | Margaret MacNeil Kanada | 56,45        | Torri Huske USA | 56,61               |
| 200 m fjärilsim Detaljer...  | Summer McIntosh Kanada | 2.04,06 0AR0, 0VRJ0 | Elizabeth Dekkers Australien | 2.05,46      | Regan Smith USA | 2.06,78             |
|                              | |                     | |              | |                     |
| 200 m medley Detaljer...     | Kate Douglass USA | 2.07,17             | Alexandra Walsh USA | 2.07,97      | Yu Yiting Kina | 2.08,74             |
| 400 m medley Detaljer...     | Summer McIntosh Kanada | 4.27,11 0MR0        | Katie Grimes USA | 4.31,41      | Jenna Forrester Australien | 4.32,30             |
|                              | |                     | |              | |                     |
| 4 × 100 m frisim Detaljer... | Australien Mollie O'Callaghan (52,08) Shayna Jack (51,69) Meg Harris (52,29) Emma McKeon (51,90) Brianna Throssell[b] Madison Wilson[b]                                  | 3.27,96 0VR0        | USA Gretchen Walsh (54,06) Abbey Weitzeil (52,71) Olivia Smoliga (52,88) Kate Douglass (52,28) Torri Huske[b] Maxine Parker[b]                               | 3.31,93      | Kina Cheng Yujie (53,39) Yang Junxuan (53,53) Wu Qingfeng (52,64) Zhang Yufei (52,84) Ai Yanhan[b] Zhu Menghui[b]                       | 3.32,40 0AR0        |
| 4 × 200 m frisim Detaljer... | Australien Mollie O'Callaghan (1.53,66) Shayna Jack (1.55,63) Brianna Throssell (1.55,80) Ariarne Titmus (1.52,41) Madison Wilson[b] Lani Pallister[b] Kiah Melverton[b] | 7.37,50 0VR0        | USA Erin Gemmell (1.55,97) Katie Ledecky (1.54,39) Bella Sims (1.54,64) Alex Shackell (1.56,38) Leah Smith[b] Anna Peplowski[b]                              | 7.41,38      | Kina Li Bingjie (1.55,83) Li Jiaping (1.58,54) Ai Yanhan (1.55,57) Liu Yaxin (1.55,46) Yang Peiqi[b] Ge Chutong[b]                      | 7.44,40             |
| 4 × 100 m medley Detaljer... | USA Regan Smith (57,68) Lilly King (1.04,93) Gretchen Walsh (57,06) Kate Douglass (52,41) Katharine Berkoff[b] Lydia Jacoby[b] Torri Huske[b] Abbey Weitzeil[b]          | 3.52,08             | Australien Kaylee McKeown (57,91) Abbey Harkin (1.07,07) Emma McKeon (56,44) Mollie O'Callaghan (51,95) Madison Wilson[b] Brianna Throssell[b] Meg Harris[b] | 3.53,37      | Kanada Kylie Masse (58.74) Sophie Angus (1:06.21) Margaret MacNeil (55,69) Summer McIntosh (53,48) Ingrid Wilm[b] Mary-Sophie Harvey[b] | 3.54,12             |

b  Simmare som endast deltog i försöken men som ändå erhöll medaljer.

## Medaljtabell
*   Värdland ( Japan)
| Nr                   | Nation               | Guld | Silver | Brons | Totalt |
| -------------------- | -------------------- | ---- | ------ | ----- | ------ |
| 1                    | Australien           | 13   | 7      | 5     | 25     |
| 2                    | USA                  | 7    | 20     | 11    | 38     |
| 3                    | Kina                 | 5    | 3      | 8     | 16     |
| 4                    | Frankrike            | 4    | 0      | 2     | 6      |
| 5                    | Storbritannien       | 2    | 2      | 4     | 8      |
| 6                    | Kanada               | 2    | 2      | 2     | 6      |
| 7                    | Tunisien             | 2    | 1      | 0     | 3      |
| 8                    | Litauen              | 2    | 0      | 0     | 2      |
| 8                    | Sverige              | 2    | 0      | 0     | 2      |
| 10                   | Italien              | 1    | 4      | 1     | 6      |
| 11                   | Sydafrika            | 1    | 1      | 0     | 2      |
| 12                   | Ungern               | 1    | 0      | 0     | 1      |
| 13                   | Nederländerna        | 0    | 1      | 2     | 3      |
| 14                   | Hongkong             | 0    | 1      | 0     | 1      |
| 14                   | Polen                | 0    | 1      | 0     | 1      |
| 14                   | Portugal             | 0    | 1      | 0     | 1      |
| 17                   | Japan*               | 0    | 0      | 2     | 2      |
| 18                   | Nya Zeeland          | 0    | 0      | 1     | 1      |
| 18                   | Schweiz              | 0    | 0      | 1     | 1      |
| 18                   | Sydkorea             | 0    | 0      | 1     | 1      |
| 18                   | Tyskland             | 0    | 0      | 1     | 1      |
| Totalt (21 nationer) | Totalt (21 nationer) | 42   | 44     | 41    | 127    |